# Little Darlings
Little Darlings (Brasil: Queridinhas) é um filme de comédia dramática norte-americano de 1980, realizado por Ronald F. Maxwell e com a participação de Tatum O'Neal, Kristy McNichol, Matt Dillon e Armand Assante.